# Chiltern Hills
Los Chiltern Hills o Chilterns son un conjunto de cerros situados al sudeste de Inglaterra. Ocupan una extensión de 833 km². A simple vista son unas ondulaciones suaves del terreno, de aspecto verde por la hierba corta que crece encima o por los bosques que hay, pero en su interior están formados por roca calcárea blanca, la creta. Esta zona, que en otro tiempo era un lugar plano, se elevó durante la orogenia alpina. Hay varios ríos que recorren los Chilterns y esto ha hecho que haya sido un espacio poblado desde la antigüedad. Cubren territorios de los condados de Bedfordshire, Buckinghamshire, Hertfordshire y Oxfordshire. Desde 1965 están declarados zona de especial belleza paisajística (AONB).

## Descripción
Los Chilterns ocupan una franja del relieve que tiene 18 km en su punto más ancho y una longitud de 74 km, formando una diagonal en sentido oeste a nordeste, desde el municipio de Goring-on-Thames (Oxfordshire), pasando después por los condados de Buckinghamshire y Bedfordshire, hasta acabar cerca de Hitchin (Hertfordshire).
La cresta formada por los cerros es más definida y pronunciada por la vertiente noroeste, mientras que en el otro extremo la inclinación es más gradual y acaba uniéndose con el resto del paisaje del sudeste con suavidad, coincidiendo con el paso del río Támesis.
Casi un 66 % de los campos pertenecen a una área declarada de interés natural (AONB). La zona de bosques ocupa un 21 % de los Chilterns, formando uno de los más densos de Inglaterra. Las zonas construidas (viviendas e industria) son poco más del 5 %; los parques y jardines casi un 4 %; el campo abierto (tierras comunales, campos de cultivo, brezal) hacen un 2 %; y el restante 2 % incluye usos diversos, como por ejemplo: comunicaciones, instalaciones militares, lugares de recreo y cursos de agua.

## Geología

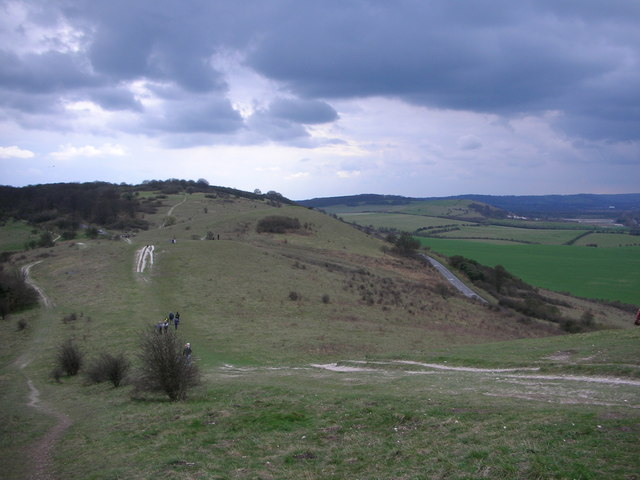
Vistas desde Beacon Hill.

Los Chilterns son una elevación de creta sobre el valle de Aylesbury, que casi coincide totalmente con la parte más al sur de un glaciar que avanzaba en el momento álgido del segundo periodo glaciar. Son parte de las formaciones de creta que hay al sur de Inglaterra, todas ellas constituidas en un periodo entre hace 65 y 95 millones de años. Esta área más grande a la cual pertenecen está formada al sur por: la llanura de Salisbury, Cranborne Chase, la isla de Wight y los South Downs; más las formaciones calcáreas al norte: en Hertfordshire, Norfolk, Lincolnshire Wolds, y los Yorkshire Wolds, y finaliza con una prominente escarpadura al sur del valle de Pickering. La creta de que está formado este relieve es un cúmulo de sedimentos que se depositaron sobre el margen noroeste del macizo Anglobrabanzón durante el cretácico superior. En esta época las fuentes de sedimento que proporcionaron el material para crear los siliciclastos habían quedado eliminadas debido a la excepcional elevación del nivel del mar. El grueso de la creta es más fino en los Chilterns que en los estratos norteños y del sur, puesto que la deposición estaba tectónicamente controlada por la estructura del Lilley Bottom. La onda de creta, la arcilla con glauconita de la capa inferior y el estrato superior de arena verde, muestran diacronía, es decir, aunque se encuentran juntos pertenecen aparentemente a edades diferentes.
Durante las últimas etapas de la orogenia alpina, mientras la placa africana colisionaba con la placa euroasiática, surgieron estructuras mesozoicas, como la cuenca del Weald, al sur de Inglaterra, que invirtieron su posición y pasaron a ser elevaciones del terreno. A esta fase de deformación pertenece los Chilterns. A continuación las cumbres de lo que antes habían sido lechos de sedimentos, iniciaron un proceso de erosión. El resultado es que los estratos de creta se encuentran frecuentemente interrumpidos por nódulos de piedras que llenaban el espacio de la roca calcárea erosionada ya en los inicios de la diagénesis.

## Altimetría
- Haddington Hill (267 m)
- Ivinghoe Beacon (249 m)
- Coombe Hill (260 m)

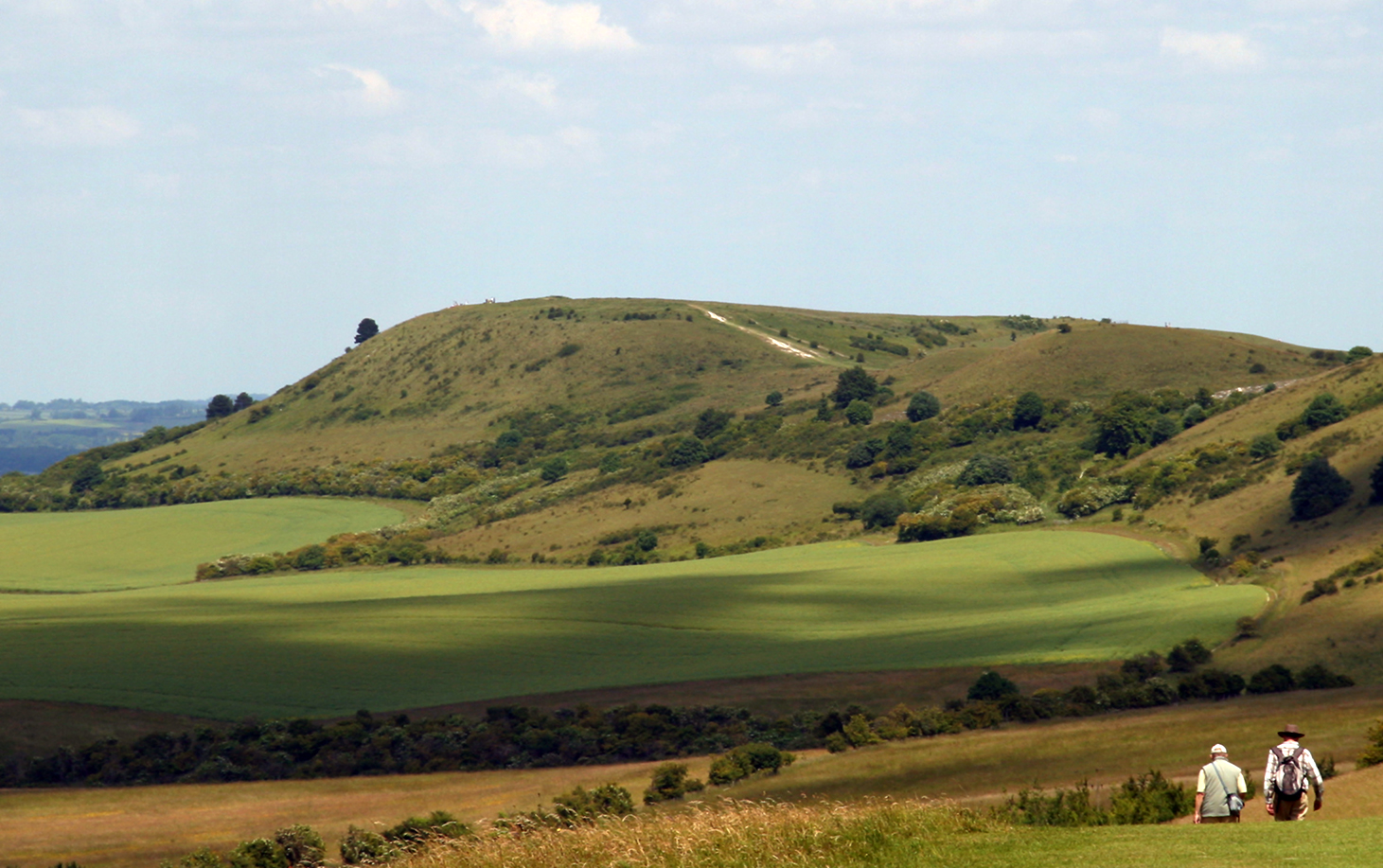
Ivinghoe Beacon.

Se produce la extraña circunstancia que la Ivinghoe Beacon, aunque está a menor altura sobre el nivel del mar, es visiblemente más alto que los otros cerros, puesto que está rodeado de terrenos más bajos que contrastan visualmente con él.

## Ríos
Los Chilterns están, en su mayor parte, dentro de la cuenca de drenaje del río Támesis y también derraman el agua de las lluvias hacia otros afluentes de este río, por ejemplo: el Lea, que nace en el costado oriental de los Chilterns, el Colne al sur, y el Thame al norte y noroeste. Otros ríos que nacen cerca de los Chilterns son: el Mimram, el Ver, el Gade, el Bulbourne, el Chess, el Misbourne y el Wye. El Támesis fluye por una garganta formada entre los Berkshire Downs y los Chilterns. Hay partes de estos cerros, entre el norte y el nordeste, cerca de Leighton Buzzard y Hitchin, que están regadas por los ríos Ouzel, Flit y Hiz, los cuales van a parar finalmente al Gran Ouse (los dos últimos por medio del río Ivel).

## Presencia humana

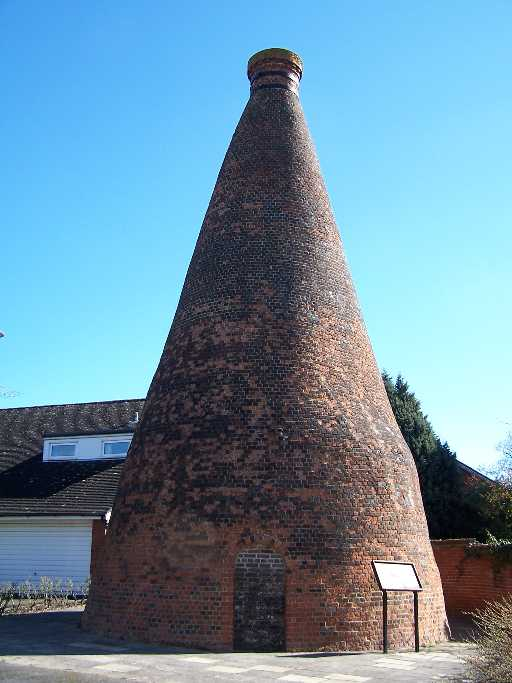
Horno de cerámica.

Antes de la llegada de los romanos, los Chilterns eran una ruta relativamente segura empleada para comunicar los asentamientos humanos de la Edad del Hierro del sur de Inglaterra. El camino llamado Icknield Way seguía la línea de estos cerros. No se sabe si el nombre "Chiltern" deriva de los Cilternsæte, una tribu que habitó esta zona en la antigüedad, o si la tribu llevaba este nombre en relación con el lugar que habitaban. Las dos palabras parecen tener relación con la raíz cilt-, que querría decir «celtas» que algunos etimologistas relacionan con el significado «de la parte de arriba».
Hay 122 lugares catalogados como paisajes de interés histórico (SAM), la mayoría de los cuales son de época prehistórica y medieval, por ejemplo el Grim's Ditch. Uno de los principales asentamientos romanos de la Britannia Superior era Verulamium (el actual St Albans) y todavía se pueden encontrar restos de aquella época.
Los Tudor tuvieron un pabellón de caza en Hemel Hempstead. Antes del siglo XVIII había diseminadas por los Chilterns todo tipo de construcciones rurales: granjas, aldeas, pueblos con mercados unidos por caminos que, al atravesar los puentes sobre los ríos había que pagar un peaje. Con la construcción de canales al siglo XVIII y los ferrocarriles en el siglo XIX, las poblaciones crecieron, como ocurrió con High Wycombe, Tring y Luton. Un crecimiento que todavía se notó más durante el siglo XX, en ciudades cómo: Amersham, Beaconsfield, Berkhamsted, Hitchin y Chesham. En 2002 había unas 100.000 personas viviendo a la cercanía de los Chilterns.

### Aprovechamiento

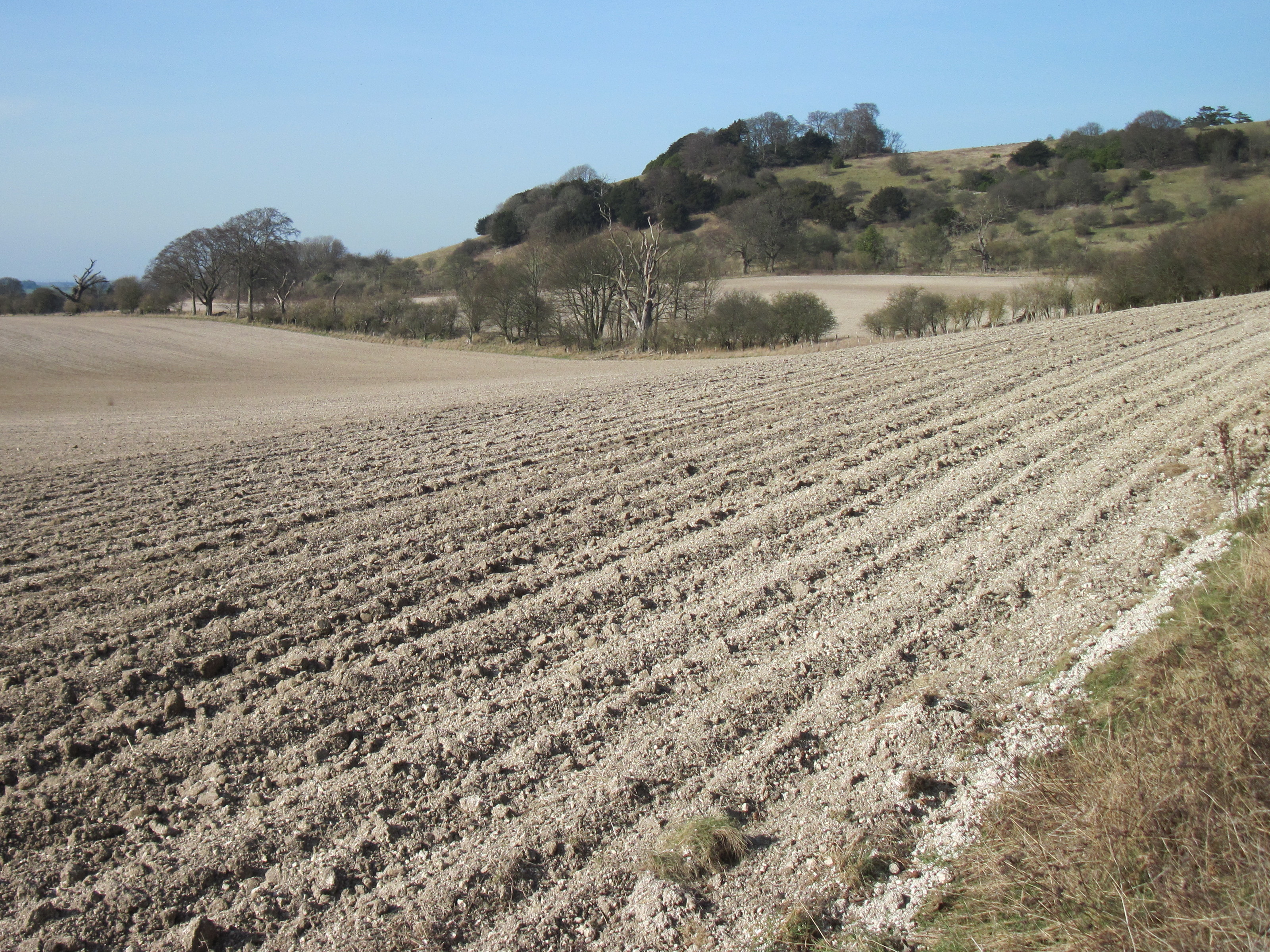
Tierras de cultivo en Shirburn, donde aflora el color blanquecino de la creta.

Este cerros han sido aprovechados por los seres humanos desde hace milenios. Por un lado, la creta se extrae para la fabricación de cemento, y con otros tipos de roca se hacen bloques de piedra para la construcción. Los bosques se aprovechan para hacer muebles de gran calidad. Las sillas elaboradas en Chesham y High Wycombe, con madera de estos bosques, tienen bastante renombre. El agua es otro recurso natural muy aprovechado en los Chilterns. Históricamente se extraía haciendo pozos hondos y, a veces, canalizando arroyos o ríos. La creta es, sin embargo, un material poroso que filtra y acumula el agua de la lluvia en depósitos al subsuelo. Actualmente hay una red de bombeo de esta agua subterránea para su aprovechamiento para uso agrícola y para consumo doméstico. Algunos ríos, como el Chess, suministran agua directamente de sus lechos. Quizás una sobreexplotación ha hecho que algunos manantiales estén secos durante largos periodos.
En las zonas donde la piedra es escasa, la demanda para la construcción se sustituye con ladrillos, elaborados con la arcilla procedente de los depósitos de este material que también hay en los Chilterns. Actualmente la piedra, por el hecho que es escasa, solo se usa sobrepuesta a otros materiales como elemento decorativo de construcción.

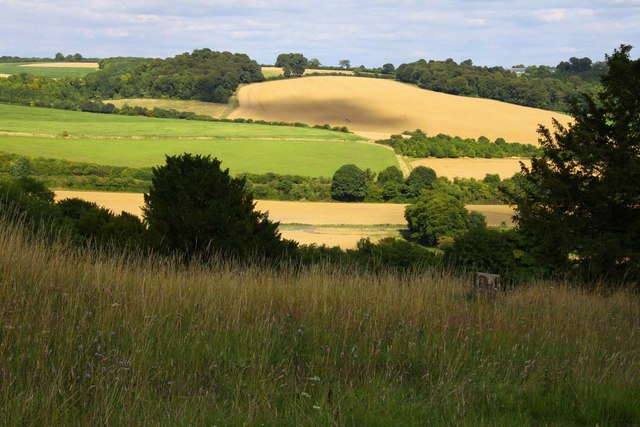
Diferencias de paisaje dentro de los Chilterns.

Los pueblos que surgieron en época medieval, marcan la diferencia entre los tipos de terreno: el de arcilla se emplea para el cultivo y aquellos cubiertos de bosques para el pastoreo. Los límites de los condados, como por ejemplo Bedfordshire y Hertfordshire, son a menudo irregulares porque querían incluir fragmentos de los dos tipos de terreno, pero siglos después se tendió a modificar los límites para no hacer estas divisiones tan irregulares.
En tiempos modernos, como la gente iba apreciando la naturaleza como lugar de recreo y el número de visitantes era cada vez más grande, el National Trust adquirió tierras para preservar el carácter natural. En algunos lugares donde se había reducido el número de rebaños, se ha vuelto a introducir porque con el pastoreo, quedara limpio el sotobosque. En las décadas de 1920 y 1930, una asociación (Youth Hostels Association) obtuvo permiso para instalar albergues para visitantes jóvenes, cada albergue tiene capacidad para 20 personas.
Estos cerros se han usado también para situar antenas de telecomunicación, hay dos estaciones una es la Stokenchurch BT Tower y la otra está en Zouches Farm.

### Transportes
Hay más de 2000 km de caminos de público acceso, entre los cuales los hay que forman parte de rutas más largas, como la Icknield Way o el Ridgeway. la carretera M40 atraviesa los Chilterns por dos secciones en Buckinghamshire y Oxfordshire y un corte más pronunciado en la garganta de Stokenchurch. La carretera M1 atraviesa Bedfordshire cerca de Luton. Otras vías de comunicación son las autovías: A413, A41 y A5.
Las líneas principales de ferrocarril que atraviesan los Chilterns pasan por High Wycombe y Princes Risborough, y la línea que va de Londres a Aylesbury pasando por Amersham. La línea de la costa oeste pasa por Berkhamsted, y la línea de Midland enlaza con la que va a la capital a Luton. Al sur llegan los ramales de Henley y Marlow de la gran línea del oeste que enlazan con la estación de Londres Paddington. En 2012 el gobierno del Reino Unido anunció que la línea de alta velocidad 2 pasaría por los Chilterns, cerca de Amersham, unos tramos por túneles y otros a nivel de superficie.
Salvo el Támesis no hay ríos navegables, a pesar de que el Grand Union Canal pasa por los Chilterns entre Berkhamsted y Marsworth, siguiendo el curso de los ríos Colne, Gade, Bulbourne y el Ouzel. Este canal enlaza con otros que van a Wendover y Aylesbury.